# تضخيم الذكاء
تضخيم الذكاء يشير إلى الاستخدام الفعال لتقانة المعلومات في زيادة الذكاء البشري اقترح الفكرة أول مرة في الخمسينيات والستينيات من القرن العشرين علماء التحكم الآلي ورواد علم الحاسوب الأوائل.
يتناقض تضخيم الذكاء أحيانًا مع الذكاء الاصطناعي، أي مشروع بناء ذكاء شبيه بالإنسان في شكل نظام تقاني مستقل مثل الحاسوب أو الروبوت. لقد واجه الذكاء الاصطناعي العديد من العقبات الأساسية، العملية والنظرية على السواء، والتي تبدو غير قابلة للنقاش بالنسبة للذكاء الاصطناعي، لأنه يحتاج إلى تقانات فقط كدعم إضافي للذكاء المستقل الذي أثبت فعاليته بالفعل. علاوة على ذلك، يتمتع الذكاء الاصطناعي بتاريخ طويل من النجاح، حيث طُورت جميع أشكال تقانة المعلومات، بدءًا من العداد إلى الكتابة إلى الإنترنت، لتوسيع قدرات معالجة المعلومات للعقل البشري (انظر العقل الممتد والإدراك الموزع) أساسًا.